# Mtwalume
Mtwalume este un oraș din provincia Kwazulu-Natal, Africa de Sud.